# Putthipong Pomlee
Putthipong Pomlee (thailändisch พุทธิพงษ์ พรมลี; * 10. Oktober 1990) ist ein thailändischer Fußballspieler.

## Karriere
Putthipong Pomlee stand bis Ende 2016 beim Erstligisten BEC-Tero Sasana FC unter Vertrag. Hier kam er jedoch nicht zum Einsatz. Im Januar 2017 wechselte er für zwei Spielzeiten zum ebenfalls in der ersten Liga spielenden Muangthong United. Für den Klub aus Pak Kret, einem Vorort der Hauptstadt Bangkok, kam er ebenfalls in der Liga nicht zum Einsatz. Der Drittligist Nakhon Pathom United FC nahm ihn zu Beginn der Saison 2019 unter Vertrag. Am Ende der Spielzeit wurde er mit dem Verein aus Nakhon Pathom Meister der Lower Region und stieg somit in die zweite Liga auf. In den folgenden zwei Spielzeiten bestritt er insgesamt acht Zweitligaspiele. Mitte Juni 2022 unterschrieb er einen Vertrag beim Drittligisten Phitsanulok FC. Bei dem Verein aus Phitsanulok, der in der Northern Region der Liga spielte, stand er bis Dezember 2022 unter Vertrag. Für Phitsanulok bestritt er zwei Drittligaspiele. Im Dezember 2022 wechselte er in die North/Eastern Region, wo er sich dem Mahasarakham FC anschloss. Mit dem Verein aus Maha Sarakham wurde er am Ende der Spielzeit Meister der Region. In den Aufstiegsspielen zur zweiten Liga konnte man sich jedoch nicht durchsetzen. Im September 2023 nahm ihn der Drittligist Hua Hin Maraleina FC aus Hua Hin unter Vertrag. Mit dem Verein spielte er siebenmal in der Western Region. Nach der Hinrunde wechselte er im Dezember 2023 zum Erstligisten Ratchaburi FC. Im Sommer 2024 nahm ihn der Zweitligist Samut Prakan City FC unter Vertrag. Im Dezember 2024 verließ er den Verein und schloss sich dem ebenfalls in der zweiten Liga spielenden Nakhon Si United FC an.

## Erfolge
Nakhon Pathom United FC
- Thai League 3 – Lower: 2019  ▲

Mahasarakham FC
- Thai League 3 – North/East: 2022/23